# Emil Ruh
Emil Ruh (Adliswil, 28 april 1884 – aldaar, 25 maart 1946) was een Zwitsers componist, arrangeur, dirigent en muziekuitgever. Voor bepaalde werken gebruikt hij het pseudoniem: A. Bucher.

## Levensloop
Ruh kreeg eerste een opleiding als muzieknoten-zetter in Zürich. Tegelijkertijd studeerde hij aan de Hochschule für Musik und Theater Zürich te Zürich. Zijn leraren waren onder andere Volkmar Andreae, Lothar Kempter en Ernst Isler. Zowel als componist alsook als dirigent was hij zeer met de blaasmuziek verbonden. In 1908 richtte hij een muziekuitgave op, die intussen in de 3e generatie bestaat. 

## Composities

### Werken voor harmonieorkest
- 1908–1929 Feierklänge, een verzameling van composities voor het gebruik bij feestelijkheden, in de kerk ezv. ...
- 1913–1931 Marsch-Album, een verzameling van twaalf marsen
- 1915 Schweizerischer Etappenmarsch
- 1918 Im schönen Tessin, mars
- 1919 Rückkehr in die Heimat, parademars
- 1923 Erinnerung an Adliswil, mars
- 1925 Gruss an Schloss Hünigen, mars
- 1928 Sursum corda, feestmars met het kruisvaarderslied "Schönster Herr Jesu"
- 1932 Fest- und Turm-Musik, vol.1 - verzameling van bepaalde kerkelijke composities vanuit oude en nieuwe tijd
- 1935 Fest- und Turm-Musik, vol. 2 - verzameling van bepaalde kerkelijke composities vanuit oude en nieuwe tijd
- 1935 O schöne Gotteswelt!, feestmars
- 1937 Heimat- und Volkslieder-Album
- 1938 Album christlicher Lieder für Posaunenchöre, vol. 1
- 1938 Hadlaub, ouverture
- 1938 Im Flug der Zeit - Le temps volant, mars
- 1939 Feldgottesdienst-Lieder für schweizerische Militärmusiken und Musikvereine
- 1940 Leichte Truppen - Troupes légères, mars
- 1940 Paraphrase über das Rütlilied
- 1941 Heimat - Patrie Romanze
- 1942 Jugendland - Terre de la jeunesse, feestelijk karakterstuk
- 1942 Schweizerheimweh - Mal du pays, Parafrase over het gelijknamige lied van J.-R. Weber
- 1943 Album christlicher Lieder für Posaunenchöre oder Blasmusikvereine, vol. 2
- 1944 Fest- und Turm-Musik, vol. 3  - gewijde muziek van oude meesters
- 1946 Festlicher Einzug - Entrée solennelle, feest en parademars
- 1946 Fest- und Turmmusik, vol. 4 verzameling van composities voor de kerken
- 1946 Paraphrase über "Ode an Gott", Appenzeller Landsgemeindelied "Alles Leben strömt aus Dir"
- Abenddämmerung, Idylle
- Abendgesang, Parafrase
- Abendglocken, Parafrase over het gelijknamige lied van Agathon Billeter
- Des Hirten Abendgebet
- Glockengeläut, voor tenorhoorn (bariton) en harmonieorkest
- Hin nach Zion
- Psalm 126
- Son des chloches, lied voor tenorhoorn (bariton) en harmonieorkest
- Traum des Pilgers, caprice

### Vocale- en koormuziek
- 1916 Ehre sei Gott in der Höhe!, motet voor gemengd koor naar een oude hymne
- 1916 Osterpsalm, motet voor gemengd koor
- 1918 Fest-Motette über Psalm 118, 24-29. voor vier solisten en gemengd koor
- 1923 Auferstehungsfeier, motet voor gemengd koor
- 1926 Singet, Rühmet, Lobet, geestelijke liederen voor een zangstem met begeleiding van piano, orgel of harmonium
- 1927 Aus Psalm 34, motet voor gemengd koor en dubbelde koor
- 1929 Christlicher Liederschatz, verzameling van bekende liederen en gezangen
- 1933 Lobgesänge und geistliche Lieder, voor gemengd koor
- 1935 Harre auf Gott!, motet voor solisten en gemengd koor
- 1936 Bethlehem, een kerstspel voor kinderen, voor een-, twee of driestemmig kinderkoor, declamatie, 2 violen en orgel
- 1936 Dennoch bleibe ich stets an dir!, motet voor gemengd koor
- 1936 Gotteskinder, cantate naar woorden uit de Bibel en een geicht van Karl Johann Philipp Spitta voor solisten, gemengd koor en orgel of orkest
- 1936 Geistliche Sologesänge aus der volkstümlichen Kantate "Gotteskinder"
- 1938 Zwei geistliche Lieder, voor gemengd koor
- 1946 Weihnachtssterne, Zeven nieuwe kerstliederen voor gemengd koor a capella
- Der 98. Psalm, voor gemengd koor en orgel